# Sociëteit van Suriname

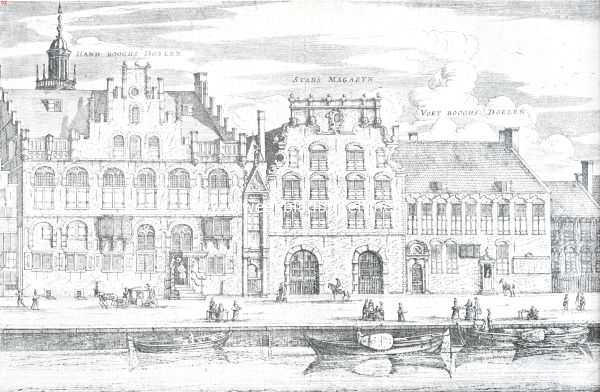
De Sociëteit van Suriname vergaderde tijdelijk in de voormalige Voetboogdoelen te Amsterdam. Het gebouw, tweede van links, werd vanaf 1674 verhuurd aan de WIC. Het wordt soms West-Indisch Binnenhuis genoemd.

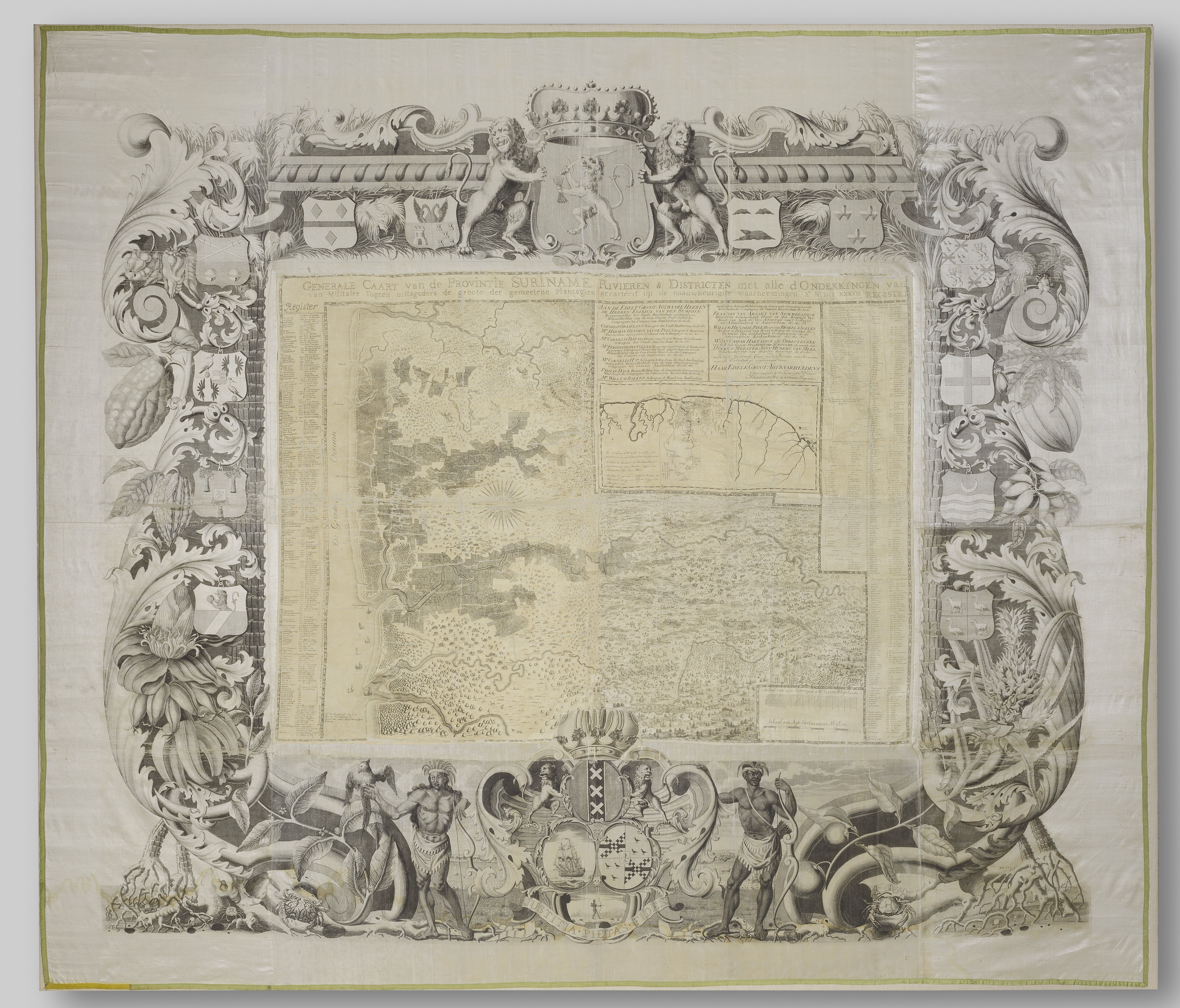
Kaart van Suriname met rijkversierde rand waarin de wapens van de elf directeuren en de secretaris van de Sociëteit van Suriname, met bladranken, bloemen en vruchten. Het wapen onderaan (samengesteld uit de wapens van Amsterdam, de WIC en de familie Sommelsdijck) met twee Surinaamse mannen als schilddragers. Op de kaart zijn ca. 400 plantages aangegeven.

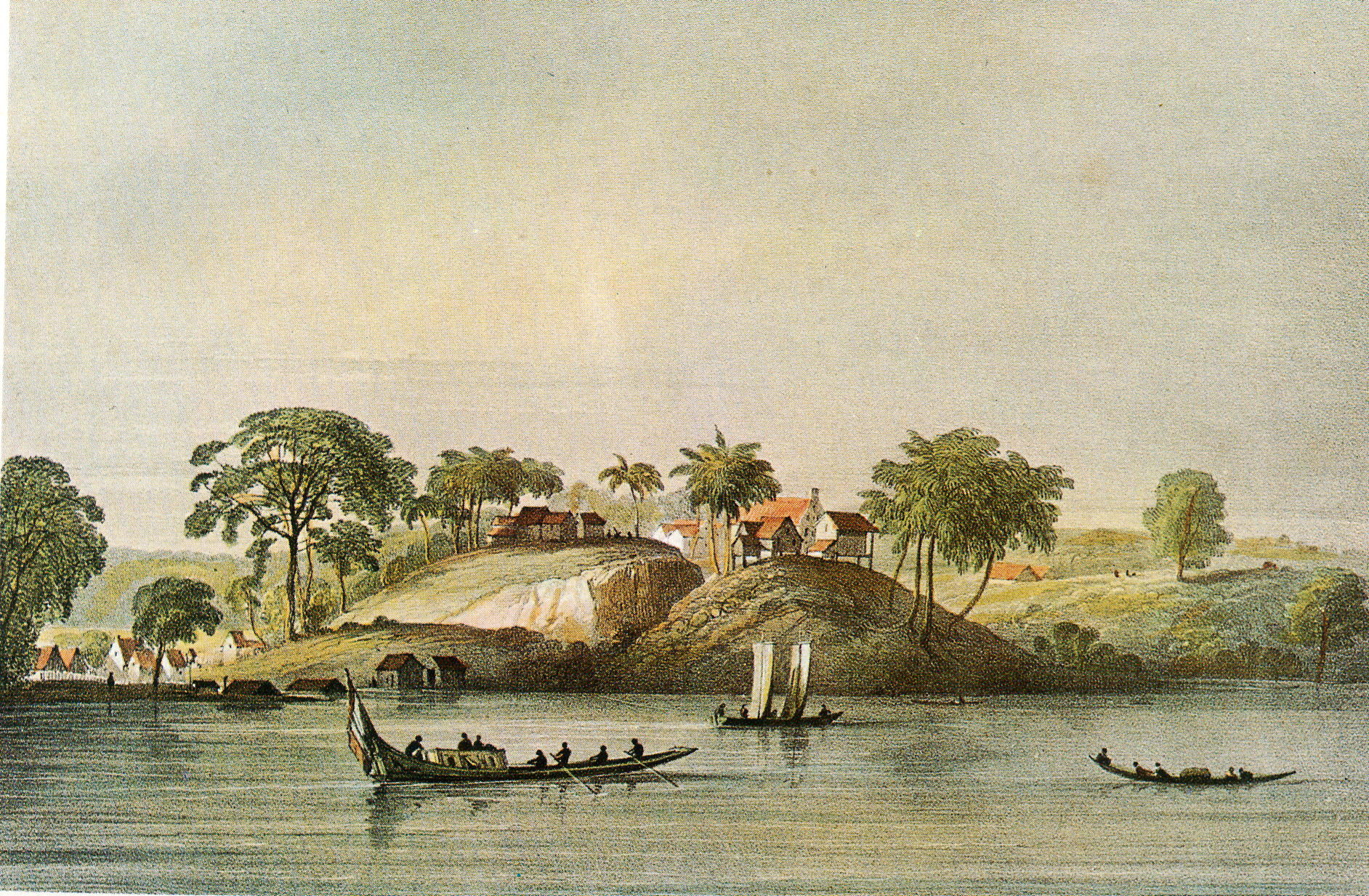
De Jodensavanne

De Sociëteit van Suriname (officieel Geoctroyeerde Sociëteit van Suriname) was een particuliere Nederlandse koloniale onderneming die verantwoordelijk was voor het beheer van de kolonie Suriname. De Sociëteit van Suriname werd in 1683 in Amsterdam opgericht en in 1795 weer opgeheven.
Cornelis van Aerssen van Sommelsdijck en Philip van Hulten begonnen hoogstwaarschijnlijk in 1680 besprekingen over het oprichten van de Sociëteit. Op 21 mei 1683 werd de Geoctroyeerde Sociëteit van Suriname opgericht als een particuliere onderneming, gebaseerd op de ideeën van Jean-Baptiste Colbert, die als doel had winst te maken op het beheer van de kolonie. In 1686 verkreeg de onderneming een octrooi. De Sociëteit telde drie deelgenoten die elk een gelijke stem hadden en elk voor een derde participeerden: de West-Indische Compagnie, de familie van Aerssen van Sommelsdijck en de stad Amsterdam. Deze drie eigenaars verdeelden de kosten en de baten gelijkelijk. Alleen met onderlinge instemming mochten de leden hun aandeel van de hand doen. Alhoewel de organisatie en het bestuur van de kolonie Suriname beperkt waren tot de bovengenoemde drie participanten, was de handel op Suriname voor iedere ingezetenen van de Republiek vrij. De inspraak van de plantagehouders in de Raad van Politie en het bestuur van de kolonie was uniek.

## Oprichting

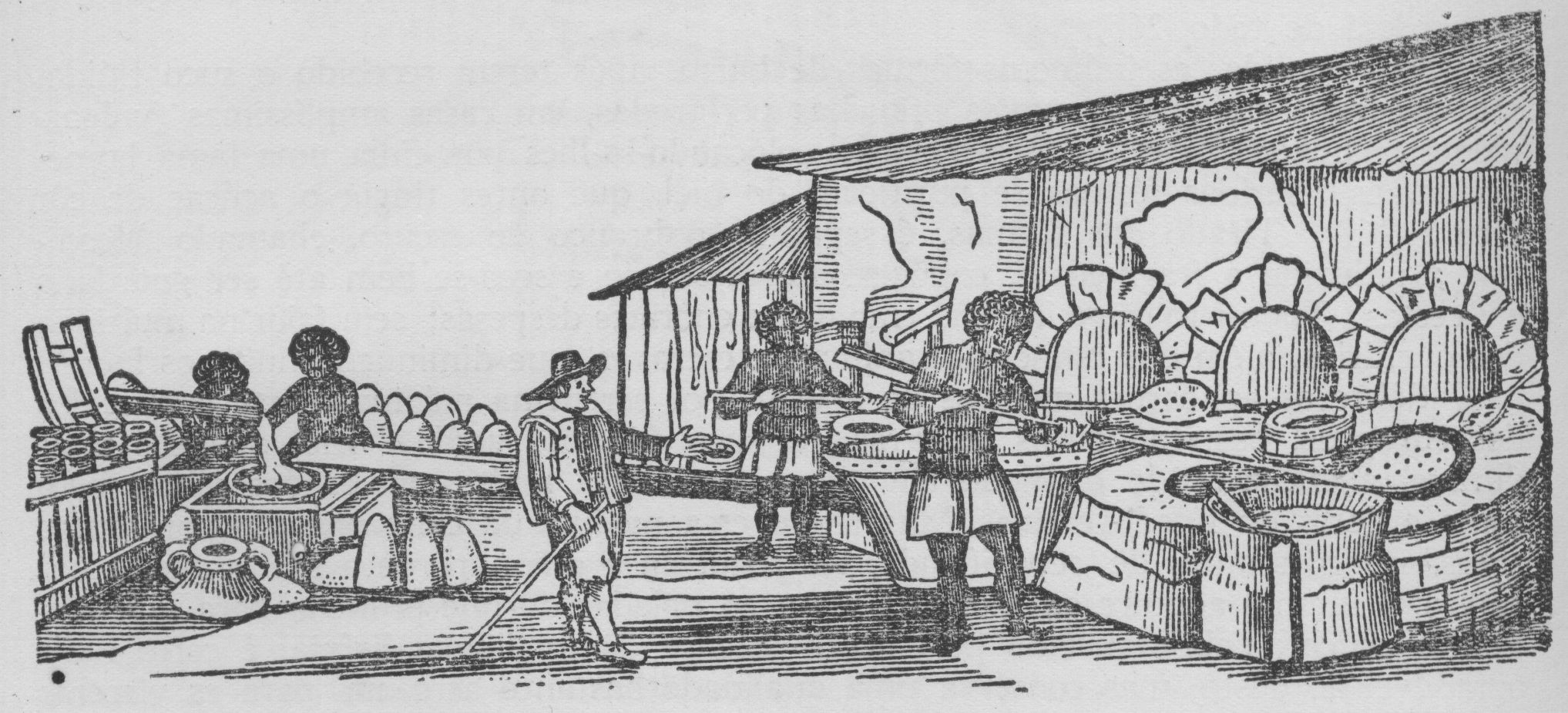
Suikerkokerij op een plantage

Vanaf 1667 had de provincie Zeeland een geschil met de Staten-Generaal over het bezit van Suriname. De kolonie onder het toezicht van de bankroete Eerste Compagnie te plaatsen, werd sinds 1669 hardnekkig geweigerd. De Staten van Zeeland beriepen zich op de last die zij Abraham Crijnssen hadden gegeven voor de verovering van Suriname; de Staten-Generaal wezen er echter op dat die onderneming door hen was gefinancierd. In 1672 werd een compromis bereikt. De Staten van Zeeland zouden de kolonie besturen en de Staten-Generaal zouden de verantwoordelijkheid dragen voor haar defensie.
Na de dood van gouverneur Johannes Heinsius in april 1680 ontstond in Suriname een zogenoemde 'plantocratie' waarin de kolonie bestuurd werd door de plantagehouders. Door de lange en felle strijd van de kolonisten tegen de inheemse bevolking en de Marrons gingen in Suriname steeds meer stemmen op om hulp van de Engelsen of Fransen in te roepen en eventueel de kolonie aan hen over te doen. Ook de Staten van Zeeland raakten steeds meer overtuigd om zich van de Suriname te ontdoen. Zo probeerden ze de kolonie te verkopen aan stadhouder Willem III, die in Engeland koning Willem III was. Op 17 mei 1679 verzochten de kolonisten de Staten-Generaal van de Republiek om bijstand van driehonderd soldaten van de Admiraliteit van Amsterdam. Door druk van Holland nam Zeeland toch zelf het initiatief om soldaten te sturen. Ondertussen overlegden de stad Amsterdam, de Staten van Holland, de admiraliteitscolleges, de betrokken kamers van de West-Indische Compagnie, de Heren X over de investeringen die eenieder wenste te doen voor het behoud van Suriname. Op initiatief van Amsterdamse kooplieden spoorden leden van de Amsterdamse vroedschap het bestuur van de stad en de WIC aan om gezamenlijk Suriname over te nemen van de Staten van Zeeland. Dit zou de Amsterdamse kooplieden toegang geven tot handel met de kolonie.
Willem Adriaan van Nassau-Odyk tekende in 1682 namens Zeeland de verkoop van Suriname aan de Heren X namens de Kamers van de West-Indische Compagnie. De WIC besloot tot een patronaatschap zodat zij niet als enige verantwoordelijk zouden zijn voor de kosten van het beheer en de exploitatie van Suriname. Met dit doel werd in 1683 de Sociëteit van Suriname opgericht waarbij de WIC, de stad Amsterdam en de Zeeuw Cornelis van Aerssen van Sommelsdijck ieder voor een derde aandeelhouder waren. Van Aerssen van Sommelsdijck had zelf niet genoeg financiën om het volledige bedrag van zijn aandeel te betalen en had hiervoor geld geleend bij Amsterdamse investeerders.

## Slavenhandel
Cornelis van Aerssen van Sommelsdijck werd de eerste gouverneur van Suriname tijdens het bestuur van de Sociëteit van Suriname. Hij vroeg in 1686 de aalmoezeniers van een weeshuis om de toezending van enige tientallen kinderen die onder de gereformeerde planters zouden worden verdeeld. De gouverneur klaagde in zijn brief over het gebrek aan ambachtslieden in de kolonie. Engelse planters waren vanaf 1675 massaal uit Suriname vertrokken. De Nederlanders waren sterk afhankelijk van de achtergebleven buitenlanders bij de productie en de toebereiding van suiker. Het ligt voor de hand dat er campagnes zijn gevoerd om nieuwe planters aan te trekken tegen gunstige voorwaarden, zoals religieuze vrijheid. Het toelaten van katholieken was voor de Zeeuwen echter onbespreekbaar en leidde tot een bizar incident.
In 1688 vroeg Van Aerssen om honderd slaven voor de bouw van een fort, alsmede honderd soldaten. De angst bestond dat de Engelsen opnieuw zouden aanvallen, want de Engelse koning Jacobus II van Engeland was katholiek en Franse oorlogsschepen voeren voor de kust. Van Aerssen en zijn assistent Verboom zijn door de rebellerende militie "gemassacreerd", omdat ze ontevreden waren over de omstandigheden waaronder ze moesten werken. De weduwe van Van Aerssen verzocht onmiddellijk haar aandeel in de kolonie in te leveren, wat niet werd toegestaan.
Na de overname door de Zeeuwen verplaatsten veel Engelse planters hun kapitaal, maar ook slaven naar Jamaica. De uittocht nam dergelijke vormen aan dat de WIC bang werd dat de Surinaamse suikereconomie zou instorten. (Jeronimo Clifford werd zwaar beboet en in 1689 opgesloten in Fort Zeelandia om te verhinderen dat ook hij, destijds de belangrijkste planter, zou uitreizen).
Omdat de tweede WIC niet aan de vraag naar slaven kon voldoen probeerden particulieren in de aanvoer te voorzien. Dat werd beschouwd als smokkel, en leverde de gouverneurs problemen op. Al in 1687 werd er gesproken over het vrijgeven van de slavenhandel, waarover nog jarenlang is gebakkeleid. Er was niet alleen een probleem bij de aanvoer maar ook bij de verkoop, die volgens de WIC in het openbaar plaats zou moeten vinden, om de noodzakelijke heffing op te strijken. Veel planters, hugenoten, labadisten of Duitsers afkomstig uit het hertogdom Brunswijk hadden zich in de schulden gestoken, waren slechte betalers en dat zou lang zo blijven.
In januari 1687 kwamen van de 485 slaven die waren ingescheept er 420 levend ter bestemde plaatse aan. Een slaaf was ongeveer 5.000 pond suiker waard. De Baron de Belmonte verzocht tot tweemaal toe namens de joodse plantage-eigenaren om de slaven toch ook op zondag te laten werken en daarvoor geen boetes, te betalen in suiker, uit te delen. Op de joodse plantages hadden de slaven op zaterdag vrij en moesten op zondag werken. Dat er door hen op zondag met bootjes op de rivier werd gevaren, bleek weer een probleem voor de predikanten. Johan van Scharphuizen gaf de slaven op zijn plantages het recht op een vrij weekeind en toestemming de opbrengst van hun moestuintjes op de markt te verkopen.
Pas in 1714 kwam de aanvoer van slaven in geregelde banen. Er werden drie reizen per jaar gemaakt, elk met ca. 300-500 slaven aan boord. In 1743, toen de slavenhandel door de WIC al was vrijgegeven, was er sprake van dat de Compagnie zich uit de Sociëteit van Suriname zou terugtrekken. Het omgekeerde gebeurde. Nadat eerdere pogingen waren mislukt, wist de familie Van Aerssen van Sommelsdijck in 1770 haar aandeel in de Sociëteit van 700.000 gulden aan de stad Amsterdam te verkopen, te betalen in drie termijnen. Op verzoek van het stadsbestuur participeerde de West-Indische Compagnie voor de helft in dit bedrag. In 1765 waren er volgens Jan Wagenaar 106 suikerraffinaderijen in de stad.

## Plantages

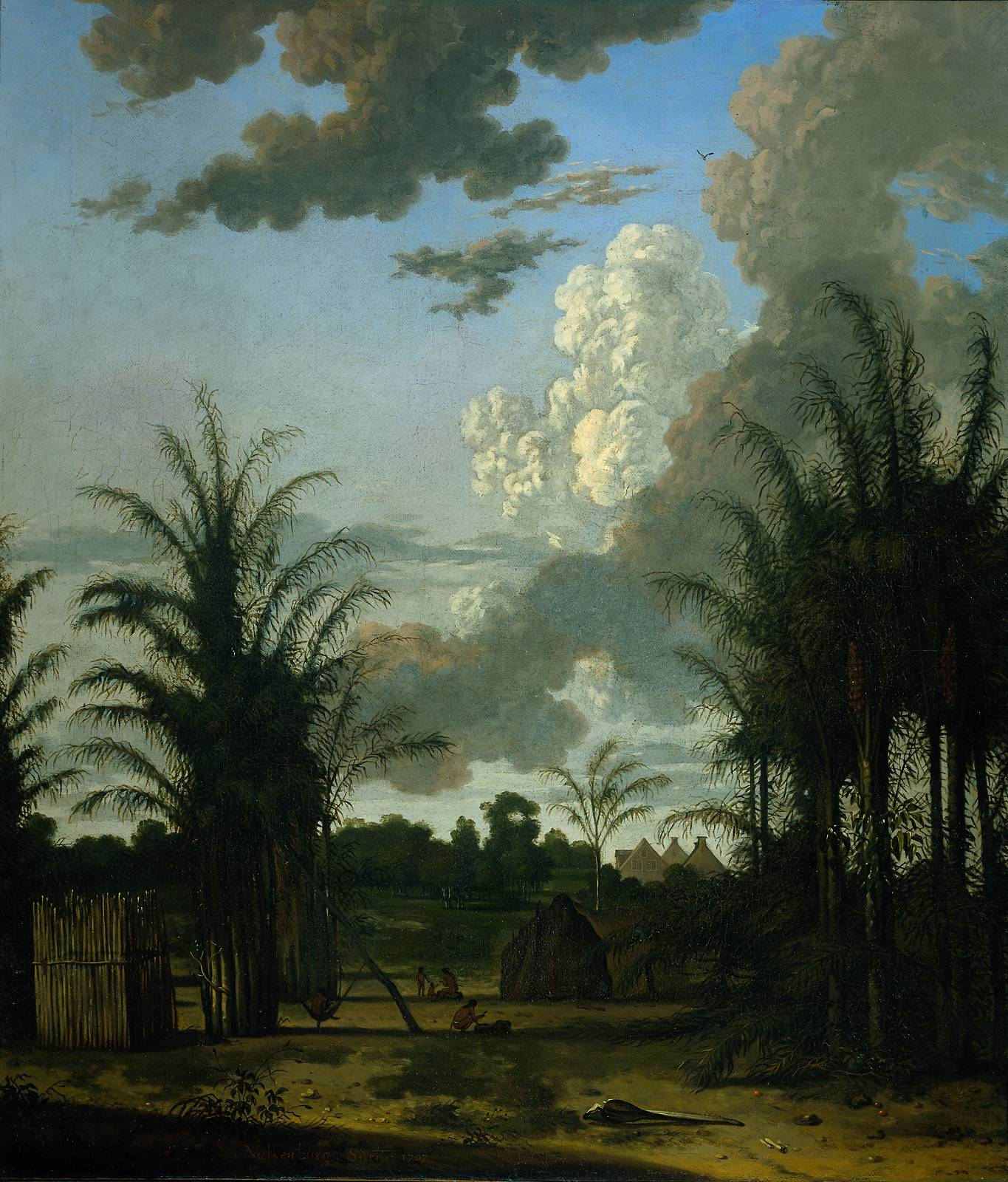
Plantage, eigendom van Jonas Witsen en door Dirk Valkenburg (1707) geschilderd

Toen de Zeeuwen Suriname in 1667 overnamen, wensten veel Engelsen te verhuizen naar Jamaica. Dat werd een probleem omdat de productie van suiker in gevaar kwam. De aanzienlijke planter, Jeronimo Clifford, werd beboet en gevangen gehouden, omdat hij zijn plantage Courcabo, in 1683 verkregen, wilde opheffen. Nieuwe planters, zoals de labadisten, stichtten de plantage La Providence. De hugenotenfamilies Crommelin, Texier, Nepveu, Coutier, De Cheusses en De Rayneval stichten La Liberté, La Confiance, L'Espérance, Mon Plaisir, Mon Trésor, À la Bonne Heure en Ma Retraite. De leden van deze families hadden ook bestuurlijke functies. Plantage-eigenaren zagen zichzelf veelal als brenger van het christendom, dat de wereld van de afgoderij moest verlossen.
In respectievelijk 1685 en 1686 werden een okra en een ananas opgestuurd aan de Hortus Botanicus Amsterdam. Vanuit Amsterdam werd een moerbeiboom opgestuurd om te proberen zijderupsteelt op te zetten. George Clifford of Jonas en zijn oom Nicolaes Witsen zouden hierbij een rol kunnen hebben gespeeld. Het is niet onmogelijk dat ook de schilderes Merian, die in 1699 naar Suriname reisde, uitgenodigd was. Merian was een kenner van rupsen en insecten. Ook de bosbouw in Suriname zou perspectieven en alternatieven kunnen bieden voor de scheepsbouw in Amsterdam en omstreken. Ook dat zou door Nicolaes Witsen aangezwengeld kunnen zijn. Pogingen om muskaat, kruidnagel en kaneel naar Suriname over te brengen werden gedwarsboomd door de VOC.

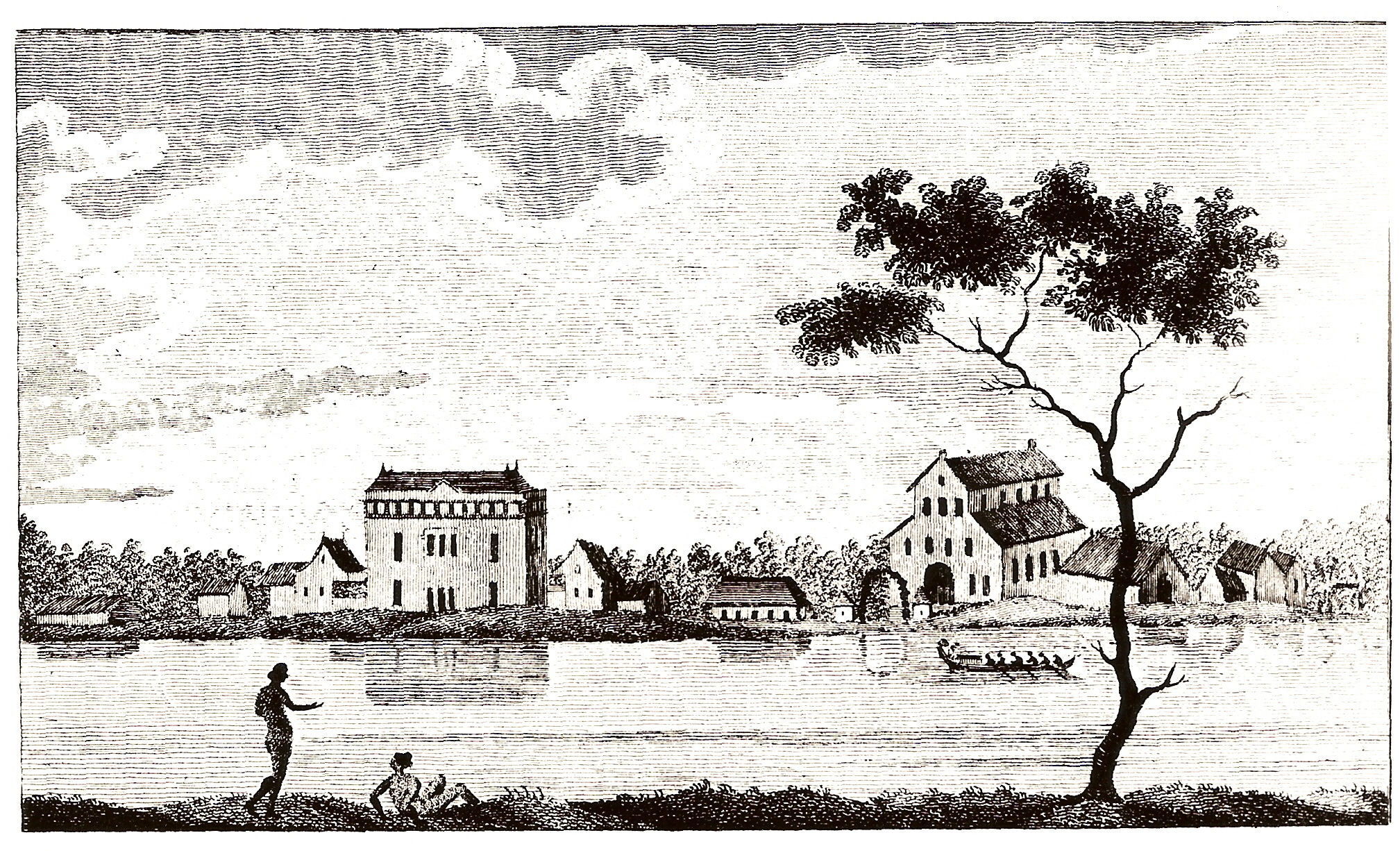
Plantage Alkmaar, 18e-eeuwse gravure

Het aantal plantages nam mogelijk toe van 50 in 1683, 80 in 1684, 128 in 1704 tot 171 in 1713. De getallen variëren nogal naargelang de auteur. Het aantal slaven in die periode nam toe van 3.226 tot 13.000. In 1730 bedroeg het aantal plantages ruim 400, waarvan 115 in joods bezit. De plantages in Suriname waren van belang voor de productie van rietsuiker, maar ook voor tropisch hout, indigo, en vanaf 1720 steeds meer voor koffie en cacao. In 1721 werd de eerste koffie geëxporteerd. (Stephanus Laurentius Neale wordt genoemd met de aanplant van de eerste koffiestruik.) In 1686 werd de eerste cacaoboom en in 1735 de eerste katoenstruik aangeplant.
Vrijwel de gehele productie werd naar Amsterdam vervoerd; 93% van alle suiker, 99% van alle koffie (na 1724) en 87% van alle cacao (na 1740). Soms voer een schip naar Delfzijl. Verder exporteerde de kolonie katoen, limoensap en letterhout, ideaal voor het maken van wandelstokken. De tabak die werd verbouwd was na 1749 voornamelijk bestemd voor inlands gebruik. De plaatselijke rum werd naar de Engelse koloniën geëxporteerd. Rond 1750 bestond de export voor de helft uit koffie, een steeds populairder wordende drank. In 1770 waren er rond 450 plantages waarvan 350 werden geleid door op provisiebasis werkende administrateurs. Tijdens de Amsterdamse beurscrisis van 1773 gingen veel Surinaamse plantagehouders failliet, wat de WIC in grote financiële moeilijkheden bracht.

## Opheffing
In 1782 was er sprake dat de Sociëteit onder de directie van de Staten-Generaal zou komen, ten eerste om de kolonie beter te kunnen beschermen tegen de Engelsen, maar ook omdat de verdeling van aantrekkelijke posten dan anders zou kunnen worden geregeld. Na de opheffing van de WIC in 1791 bleef de Sociëteit nog vier jaar bestaan. De laatste directeur was de uit Zweden afkomstige Johannes Fåhraeus. Bij de invoering van de Bataafse Republiek werd de werkwijze van de Sociëteit niet langer aanvaardbaar geacht. 
Op 30 oktober 1795 werd de Sociëteit van Suriname, de Sociëteit van Berbice en de Raad van Koloniën formeel opgeheven. Op 1 november werd het West-Indisch Comité opgericht voor alle koloniën ten westen van de Kaap de Goede Hoop. Het comité zetelde in Den Haag en werd bestuurd door 21 leden. Twee werden benoemd door de Staten Generaal, zes door Amsterdam, drie door Zeeland. Gelderland, Overijssel, Friesland en Groningen hadden elk twee leden.

## Gouverneurs voor de Sociëteit van Suriname

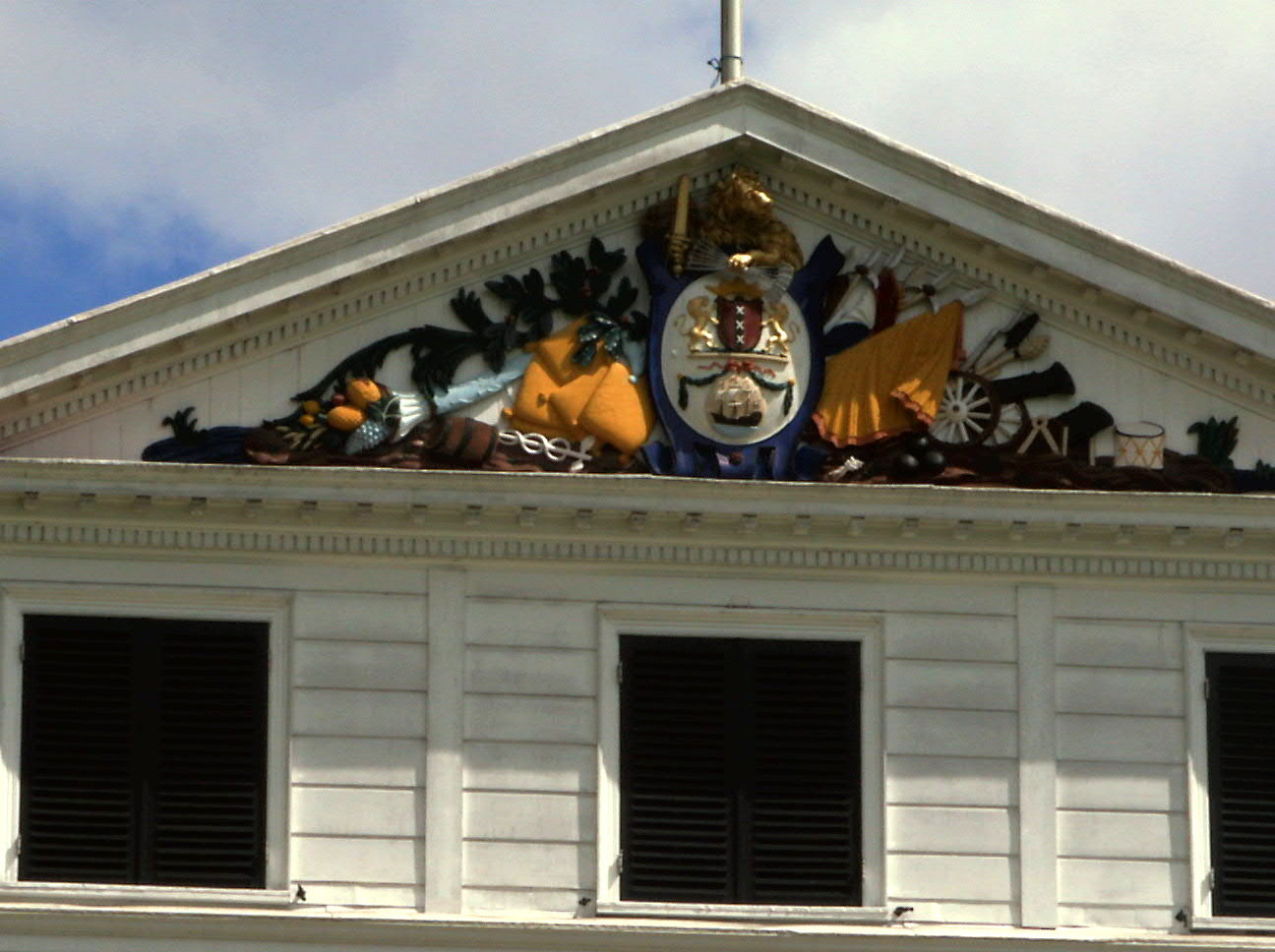
Wapen van de Sociëteit van Suriname zoals afgebeeld op het voormalige paleis van de gouverneur in Paramaribo (november 2007). Dit is in 2015 vervangen door het wapen van Suriname.

Het wapen van de Sociëteit van Suriname waarin zowel het wapen van Amsterdam als dat van de WIC (schip) herkenbaar is. In een eerdere versie maakte ook het wapen van de familie Van Aerssen van Sommelsdijck daarvan deel uit.

Vijf gouverneurs zijn teruggeroepen tijdens het bestuur van de Sociëteit van Suriname: Johan van Scharphuizen, Paul van der Veen, Joan Raye, Gerard van de Schepper en Johan Jacob Mauricius.

## Functionarissen bij de Sociëteit van Suriname
De Sociëteit had tijdens zijn bestaan 101 directeuren en zeven secretarissen. De directeuren hielden zich - in willekeurige volgorde - bezig met verzoeken tot gratis overtocht, reisgeld, uitgifte van land, aanstellingen in en uittreding uit het leger of het ambtenarenapparaat, verhoging van gage, verzending van levensmiddelen, ammunitie, medicijnen en bouwmateriaal, slaventransport, weglopers, overleg met de raadspensionaris, geldleningen, uitbetaling van wisselbrieven, het laten vervaardigen van landkaarten, averij, zaden voor de hortus botanicus, pensioenen en ondersteuning bij ziekte.
Meer dan de helft van de directeuren woonde op de Herengracht, tussen Leidsegracht en de Amstel. Hermanus Amya, directeur van 1696 tot 1700, is hier een voorbeeld van. De familie Trip leverde maar liefst vier directeuren: Matthias, Jan, Cornelis en Lucas.

## Canon van Amsterdam
- De Sociëteit van Suriname is venster nummer 20 van de Canon van Amsterdam.